# 무릉초등학교 (강원)
무릉초등학교는 대한민국 강원특별자치도 영월군에 있는 공립 초등학교이다.

## 학교 연혁
- 1946년 4월 1일 - 무릉국민학교 개교
- 1981년 3월 2일 - 무릉국민학교병설유치원 개원
- 1996년 3월 1일 - 무릉초등학교로 학교명 변경
- 1999년 11월 30일 - 특기적성 시범학교 발표회 개최(군)
- 2003년 3월 1일 - 4학급 편성
- 2004년 3월 1일 - 5학급 편성
- 2005년 12월 30일 - 학교경영 우수학교 교육감 표창
- 2006년 3월 1일 - 제20대 오기택 교장선생님 부임
- 2006년 3월 1일 - '수학과 교수학습방법 개선' 강원도교육청 지정 연구학교
- 2008년 12월 - 2008학년도 학교평가 우수학교(강원도교육감) /2008 행복한 학교가꾸기 최우수(강원도교육감)
- 2008년 2월 14일 - 제57회 졸업식(계 1,561명)
- 2008년 3월 1일 - 6학급 편성
- 2008년 9월 1일 - 제21대 민경철 교장선생님 부임 /방과후학교 초등보육부문 최우수(강원도영월교육청교육장)
- 2009년 2월 11일 - 제58회 졸업식(계 1,569명)
- 2009년 3월 1일 - 6학급 편성
- 2010년 3월 1일 - 6학급 편성
- 2011년 2월 10일 - 제60회 졸업식(계 1584명)
- 2012년 3월 1일 - 6학급편성(특수학급 포함)
- 2012년 9월 1일 - 제23대 교장 신동훈 부임
- 2014년 2월 14일 - 제63회 졸업식(누계 1,601명)

## 학교 상징
- 교목(校木) - 향나무
- 교화(敎化) - 목련

## 참고 자료
- 무릉초등학교 - 한국교육학술정보원 학교알리미